# Rhachomyces lasiophorus
Rhachomyces lasiophorus (Thaxt.) Thaxt. – rodzaj grzybów z rzędu owadorostowców (Laboulbeniaceae). Grzyby mikroskopijne, pasożyty stawonogów, głównie owadów (grzyby entomopatogeniczne).

## Charakterystyka
Są obligatoryjnymi pasożytami zewnętrznymi owadów, to znaczy, że nie mogą przetrwać poza nimi i pasożytują na ich zewnętrznej powierzchni ciała. Tworzą mikroskopijną, kilkukomórkową plechę, która tylko stopą wrasta do chitynowego oskórka owadów, cała plecha zaś wystaje ponad oskórkiem. Nie powodują śmierci owadów i zazwyczaj wyrządzają im niewielką szkodę. W Polsce Tomasz Majewski podał występowanie tego gatunku na chrząszczach (Coleoptera) z rodziny biegaczowatych (Carabidae) należących do gatunków: Acupalpus consputus, Acupalpus exiguus, Acupalpus flavicollis, Acupalpus parvulus, Badister dilatatus, Badister pellatus.

## Systematyka
Pozycja w klasyfikacji według Index Fungorum: Rhachomyces, Laboulbeniaceae, Laboulbeniales, Laboulbeniomycetidae, Laboulbeniomycetes, Pezizomycotina, Ascomycota, Fungi.
Gatunek ten opisał Roland Thaxter w 1892 r. nadając mu nazwę Acanthomyces lasiophorus.  Trzy lata później przeniósł go do rodzaju Rhachomyces. Synonimy:
- Acanthomyces lasiophorus Thaxt. 1892
- Rhachomyces lasiophorus subsp. demauxii Balazuc 1973
- Rhachomyces lasiophorus subsp. demauxii Balazuc 1971